# Hristo Borisov
Hristo Borisov (in bulgaro Христо Борисов?; 1946 – 12 ottobre 2005) è stato un cestista bulgaro.

## Carriera
Con la Bulgaria ha disputato due edizioni dei Campionati europei (1973, 1979).